# 山本七朗

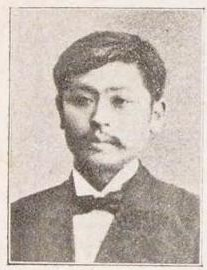
山本七朗

山本 七朗（やまもと しちろう、1875年10月18日 - 1925年12月18日）は、日本の政治家。衆議院議員（1期）。

## 経歴
石川県出身。酒造業を営む。石川県会議員、同参事会員、相続税審査委員、田鶴浜銀行取締役となる。
1912年の第11回衆議院議員総選挙において石川県郡部から立憲政友会公認で立候補してトップ当選した。衆議院議員を1期務め、1915年の第12回衆議院議員総選挙には立候補しなかった。1925年に死去した。